# Joseph Serchuk
Joseph Serchuk (auch: Yozhik Serchuk; geboren 1919; gestorben 6. November 1993 in Tel Aviv) war während des Zweiten Weltkrieges Kommandant jüdischer Partisanen-Einheiten in der Gegend von Lublin (Polen). Nach dem Krieg war er Zeuge bei den Nürnberger Prozessen und erhielt eine besondere Anerkennung des Staates Israel.

## Leben
Nachdem seine Eltern und andere Familienmitglieder 1941 im Ghetto umgekommen waren, wurden Joseph und sein Bruder David ergriffen und kamen in das Vernichtungslager Sobibor. Nach einem Tag im Lager floh er mit seinem Bruder und anderen und bildete den Kern der Partisanengruppe. Während des Krieges agierte die Gruppe, die von aus den Ghettos entkommenen Juden geführt wurde, in der Nähe von Sobibor. Mitglied der Gruppe war auch der Schriftsteller Dov Freiberg.
Nach dem Krieg half Serchuk bei der Suche nach geflohenen Nazi-Kriegsverbrechern in Europa und diente als Zeuge in den Nürnberger Prozessen. Danach kehrte er nach Polen zurück, um nach Israel zu emigrieren, wurde dort aber zunächst abgelehnt. 1950 erhielt er einen Pass und ging nach Israel. Gleich bei der Ankunft in Israel wurde er als Soldat in die Armee eingezogen. Nach der Dienstzeit heiratete er und ließ sich in Yad Eliyahu bei Tel Aviv nieder.
Im Laufe der Jahre ging Serchuk mehrmals zurück nach Europa, um gegen Nazi-Kriegsverbrecher auszusagen. Im Prozess gegen Oberscharführer Hugo Raschendorfer war er der einzige Zeuge der Anklage. Raschendorfer wurde verurteilt und zu lebenslanger Haft verurteilt.
Serchuk erhielt eine besondere Auszeichnung des "Nazi Crimes Investigation Department" der israelischen Polizei. 1967 übergab ihm Levi Eshkol, der damalige Ministerpräsident Israels die Medaille Fighters against Nazis. 1968 erhielt er zusätzlich die Fighters Medal.
Serchuk starb 1993 in Tel Aviv im Alter von 74 Jahren. Er hinterließ seine Ehefrau, neun Kinder und mehr als hundert Enkel und Urenkel.